# Дряново (област Пловдив)
Вижте пояснителната страница за други значения на Дряново.
Дряново е село в Южна България. То се намира в община Лъки, област Пловдив.

## География
То е разположено по източния склон на един от ридовете на Радюва планина, в подножието на върховете Дръндевица (1646 м), Пандурова чука (1599 м) и Малкото солище (1750 м).

## История
Според фолклорното предание, в долния край на селото имало голямо дряново дърво, от което произлиза името му. В Дряново и Павелско съществува м. Павликянско каре, която дава предпоставка, че там са живели павликяни, които по-късно приели исляма.
Според преброяването на населението в Царство България през 1910 година, към 31 декември същата година в Дряново (Дреново) живеят 762 жители.

## Личности
- Емин Ага – родопски помак – войвода на една от трите чети, участвали във въстанието на Сен Клер (Хидает Бей) през 1878 година в Средните Родопи, с което се цели въдворяване на по-добър ред или ревизиране на Санстефанския мирен договор от 19 февруари 1878 година. Бивш подофицер от Османската армия.